# Bridie Sisson
Bridie Sisson (* im 20. Jahrhundert) ist eine neuseeländische Schauspielerin.

## Leben
Sisson sammelte 2014 erste schauspielerische Erfahrungen am Cutting Edge Theatre. Ab 2015 war sie in Stücken der Hagley Theatre Company zu sehen. 2018 erlangte sie ihren Bachelor of Performing and Screen Arts. Im selben Jahr gab sie ihr Fernsehschauspieldebüt in einer Episode der Fernsehserie Touch Wood. 2019 stellte sie in sieben Episoden der Fernsehserie Shortland Street die Gracie Stevens dar. Im selben Jahr war sie in einem Werbespot des US-amerikanischen Schnellrestaurants Kentucky Fried Chicken zu sehen. 2021 spielte sie im Spielfilm The Justice of Bunny King die Rolle der Robin. Der Film wurde unter anderen auf dem Tribeca Film Festival und dem Sydney Film Festival gezeigt. Außerdem erhielt sie eine Episodenrolle in der Serie Cowboy Bebop. Seit 2022 wirkt sie in verschiedenen Rollen in der Fernsehserie Der Herr der Ringe: Die Ringe der Macht mit. In den ersten zwei Staffeln war sie in der Rolle einer magisch begabten Frau, bezeichnet als „Bewohnerin“, aus Rhûn, dem Osten Mittelerdes als Antagonistin zu sehen. Darüber hinaus trat sie auch als Ork auf.

## Filmografie (Auswahl)
- 2018: Touch Wood (Fernsehserie, Episode 1x01)
- 2019: Shortland Street (Fernsehserie, 7 Episoden)
- 2021: The Justice of Bunny King
- 2021: Cowboy Bebop (Fernsehserie, Episode 1x01)
- seit 2022: Der Herr der Ringe: Die Ringe der Macht (The Lord of the Rings: The Rings of Power, Fernsehserie)

## Theater (Auswahl)
- 2015: Footprints on Water, Regie: Cameron Mattox, Hagley Theatre Company
- 2015: Youth Reaction – Electra, Regie: Melanie Camp, Court Theatre Youth Company
- 2015: Baby Food, Regie: Cameron Mattox, Hagley Theatre Company
- 2015: Duets, Regie: Daniel Pengelly, Court Theatre Youth Company
- 2016: A Doll’s House, Regie: Elizabeth Hawthorne, Unitec
- 2017: Spring Awakening, Regie: Paul Gittins, Unitec
- 2017: Richard III, Regie: Elizabeth Hawthorne, Unitec
- 2017: The Laramie Project, Regie: Alex Whittam, Unitec
- 2018: The Three Sisters, Regie: Elena Stejko, Unitec
- 2018: Tampocalypse, Regie: Ashleigh Hook, Embers Collective
- 2018: The Tempest, Regie: Paul Gittins, Unitec
- 2018–2020: Lunar State, Regie Kate Parker, Lunar Collaborative
- 2019: Taming of the Shrew, Regie: Meg Andrews, Ugly Shakespeare Tour